# Jacopo Bassano

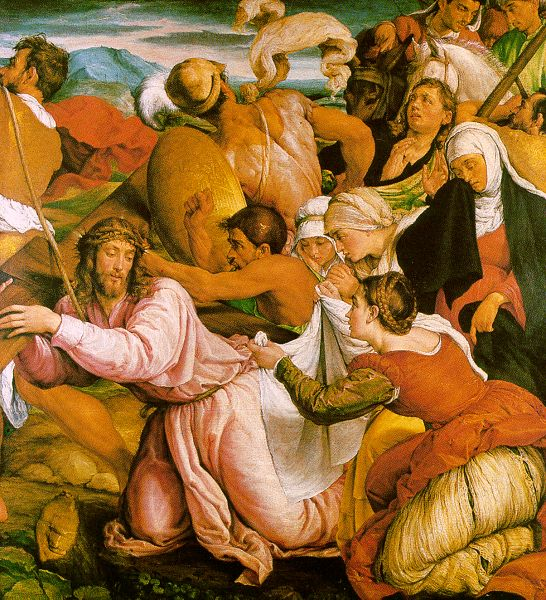
Calvari, cap a 1540, oli sobre llenç, 145 x 133 cm, National Gallery de Londres, obra del seu primer període

Jacopo Bassano (també conegut com a Giacomo da Ponte, 1515 - 13 de febrer de 1592) va ser un pintor manierista italià, nascut i mort a Bassano del Grappa, prop de Venècia, lloc del que va prendre el seu nom.
El seu pare Francesco Bassano el Vell va ser un "artista aldeà" i Jacopo va adoptar una mica del seu estil quan va introduir en les seves pintures religioses detalls realistes, incloent animals, granges i paisatges fins a l'extrem que els seus quadres poden semblar més composicions de gènere que quadres religiosos.
La introducció d'aquests elements que omplen les composicions van tenir després gran importància en els orígens del naturalisme Barroc. Havent treballat a Venècia i altres ciutats italianes, va establir un taller en Bassano amb els seus quatre fills: Francesco el Jove (1549–1592), Gerolamo (1566–1621), Giovanni Battista (1553–1613), i Leandro (1557–1622). Van compartir el seu estil, i alguns treballs són difícils d'atribuir amb precisió.
Va aprendre d'altres artistes de l'època, encara que les seves relacions amb els seus col·legues van ser bastant variades, ja que a Tiziano, per exemple, el va retratar com cambista en Purificació del Temple. Altres treballs particularment notables van ser El retorn a Canaan de Jacob, Acteó i les nimfes, L'últim sopar i Anunciació als pastors.